# Ленски, Джерард
Джерард Эммануэл Ленски (англ. Gerhard Lenski; 13 августа 1924, Вашингтон — 7 декабря 2015, Эдмондс, Вашингтон) — американский социолог. Почётный профессор Университета Северной Каролины в Чапел-Хилл.
Окончил Йельский университет и там же получит PhD. Между тем служил криптографом в 8th Air Force. 
Имел четверых детей и десять внуков.

## Типология обществ
Классифицировал общества в соответствии с основными, характерными для них способами получения средств к существованию, но в то же время выявил и другие важные их черты. Он выделил общества, живущие: 1) охотой и собирательством; 2) огороднические; 3) аграрные; 4) промышленные.
1. Общества, живущие охотой и собирательством. Большинство таких обществ, например бушмены юго-западной Африки и аборигены центральной Австралии, обычно ведут кочевой образ жизни, занимаются охотой, сбором ягод, корней и другой съедобной растительной пищи. Охотники и собиратели имеют самые примитивные орудия труда: каменные топоры, копья, ножи; их имущество ограничено самыми необходимыми предметами, которые они носят с собой, кочуя с места на место. Их социальная жизнь организуется на основе родственных связей; известно, что в обществе охотников и собирателей растений каждый знает, кто кому приходится близким или дальним родственником. Политической структуры в этом обществе почти не существует, во главе его обычно стоят старейшина или вождь, другие властные структуры в нём не сложились.
2. Садоводческие общества впервые возникли на Ближнем Востоке примерно за четыре тысячи лет до нашей эры; в дальнейшем они получили распространение от Китая до Европы; в настоящее время они сохранились главным образом в Африке, на юге Сахары. В самых примитивных садоводческих обществах при возделывании садов не применяются металлические орудия или плуги. В более развитых садоводческих обществах имеются металлические орудия и оружие, но не используются плуги. Так же как и общества охотников и собирателей растений, садоводческие общества не производят прибавочного продукта; люди, которые трудятся, используя лишь мотыгу, не в состоянии создать высокопродуктивную систему сельского хозяйства. Политические структуры простых садоводческих обществ имеют до двух социальных слоев, но в более развитых обществах этого типа их насчитывается четыре и более. Система родственных связей также является основой социальной структуры этих социумов, но здесь она значительно усложняется; иногда общества состоят из многих кланов, отличающихся сложными взаимосвязями, включая правила, регулирующие брачные отношения между представителями различных родов.
3. Аграрные общества впервые возникли в Древнем Египте, чему способствовало прежде всего усовершенствование плуга и использование животных в качестве рабочей силы. Благодаря возросшей продуктивности сельского хозяйства эти общества могли производить больше продуктов, чем требовалось для обеспечения сельского населения. Появление прибавочного сельскохозяйственного продукта создало возможность для возникновения городов, развития ремесел и торговли. На основе аграрных обществ возникло государство (которое сформировало ограниченный бюрократический аппарат и армию), была изобретена письменность, появились первые денежные системы и расширилась торговля. Стали складываться более сложные формы политической организации, поэтому система родственных связей перестала быть основой социальной структуры общества. Тем не менее родственные связи продолжали играть важную роль в политической жизни; крупные гражданские и военные должности переходили от отца к сыну, большинство коммерческих предприятий были семейными. В земледельческом обществе семья по-прежнему оставалась основной производственной единицей.
4. Промышленные общества возникли лишь в современную эпоху, в конце XVIII в., под влиянием индустриализации Великобритании. Самые передовые современные промышленные общества сложились в Северной Америке, Европе (включая Восточную Европу), в Восточной Азии (Япония, Тайвань, Гонконг и Южная Корея); во многих других странах, например в Индии, Мексике, Бразилии и некоторых странах Африки, также произошла значительная индустриализация. Как и при переходе от садоводческих обществ к аграрным, совершенствование технологии и использование новых источников энергии сыграли основную роль в развитии промышленных обществ. Промышленное производство связано с применением научных знаний, необходимых для управления производственным процессом; мускульная сила человека и животных уступает место использованию тепловой энергии (получаемой путём сжигания каменного угля), а также электрической и в дальнейшем атомной энергии.

## Основные работы
- Lenski, Gerhard. The Religious Factor : A Sociological Study of Religion’s Impact on Politics, Economics, and Family Life. Doubleday. (1961).
- Lenski, Gerhard E. Power and Privilege: A Theory of Social Stratification. University of North Carolina Press, 1984.
- Lenski, Gerhard; Patrick Nolan. Human Societies: An Introduction to Macrosociology (10 ed.). Paradigm Publishers, 2005.
- Lenski, Gerhard. Ecological-Evolutionary Theory: Principles and Applications. Paradigm Publishers, 2005.